# Troy (New York)
Troy è un comune (city) degli Stati Uniti d'America e capoluogo della contea di Rensselaer nello Stato di New York. La popolazione era di 49 154 persone a luglio del 2019. La città si trova sul bordo occidentale della contea di Rensselaer e sulla sponda orientale del fiume Hudson. Troy ha stretti legami con le vicine città di Albany e Schenectady, formando una regione popolarmente nota come Distretto Capitale. La città è una delle tre principali città della Albany Metropolitan Statistical Area (MSA), che possiede una popolazione di 1.170.483 abitanti. Il motto di Troy è Ilium fuit, Troja est, che significa "Ilio era, Troy è".

## Geografia fisica
Secondo lo United States Census Bureau, ha un'area totale di 11 mi² (28,49 km²).

## Storia
L'area su cui sorge la città faceva parte dei terreni di proprietà di Kiliaen Van Rensselaer, uno dei primi coloni fu Dirck Van der Heyden che nel 1707 acquistò un'azienda agricola di 65 acri dalla quale, a partire dal 1787 sorse un villaggio.
Il nome Troy (derivato dalla città di Troia) fu adottato nel 1789. Nel 1791 fu costituito il comune di Troy comprendente parte dei terreni della proprietà coloniale chiamata Rensselaerswyck Manor. All'epoca il territorio comunale comprendeva la città attuale e l'odierna città di Brunswick. Nel 1801 acquisì lo status di villaggio e nel 1816 quello di città. Nel 1900 la città di Lansingburgh confluì nella città di Troy.
Troy fu devastata da un incendio che iniziò vicino al fiume Hudson e salì le colline ad ovest della città. Il 10 maggio 1862, un treno proveniente da New York passando sul ponte del fiume Hudson, prese fuoco; spinto dal vento, il fuoco raggiunse presto la città da sud-est.

## Monumenti e luoghi d'interesse
È diffusa la tipologia abitativa del bungalow in stile American Craftsman. Due edifici degni di nota sono il Rensselaer Polytechnic Institute (RPI), un'universita di ricerca privata in ambito tecnologico e l'auditorium "Troy Savings Bank Music Hall".

## Cultura
La popolazione della città è costituita da tre gruppi etnici, tutti provenienti dall'Europa: gli italiani, i polacchi e gli irlandesi.
La comunità italiana abitava insieme nella zona Sud di Troy e quella zona venne denominata Little Italy. Qui nel 1930 venne fondato l'Italian Community Center (ICC), un centro di raduno per la gente del quartiere. L'Italian Community Center organizza eventi culturali, cene italiane e partite di bocce per i soci.
Sempre nella zona Sud, si trova anche il quartiere polacco.
Gli irlandesi, una volta giunti in città, venivano assunti come agenti di polizia o vigili del fuoco. Hanno vissuto nella zona nord di Troy, che un tempo era parte della città di Lansingburg.

### Scuole
La scuola "Emma Willard", in origine Troy Female Seminary, è stata fondata nel 1814 ed è intitolata a un'attivista per l'educazione femminile.
Il Rensselaer Polytechnic Institute è stato fondato il 5 novembre 1824 da Stephen Van, ed è noto al livello mondiale per la facoltà di ingegneria.

## Economia
Troy è conosciuta come la "Collar City" per la sua storia industriale basata sulla produzione tessile. Troy è stato anche il secondo maggior centro abitato produttore di ferro negli Stati Uniti, superato solo dalla città di Pittsburgh, in Pennsylvania. Troy, come molte città industriali più vecchie, è stata martoriata dal declino industriale e dalla migrazione dei posti di lavoro verso la periferia.  Tuttavia, la presenza del Rensselaer Polytechnic Institute ha aiutato a sviluppare un nuovo settore economico, incentrato nello sviluppo di videogiochi. Il centro della città ha anche una piccola quantità di imprese di pubblicità e di architettura, e altre imprese creative attratte dalla caratteristica architettura della zona.